# Escape room

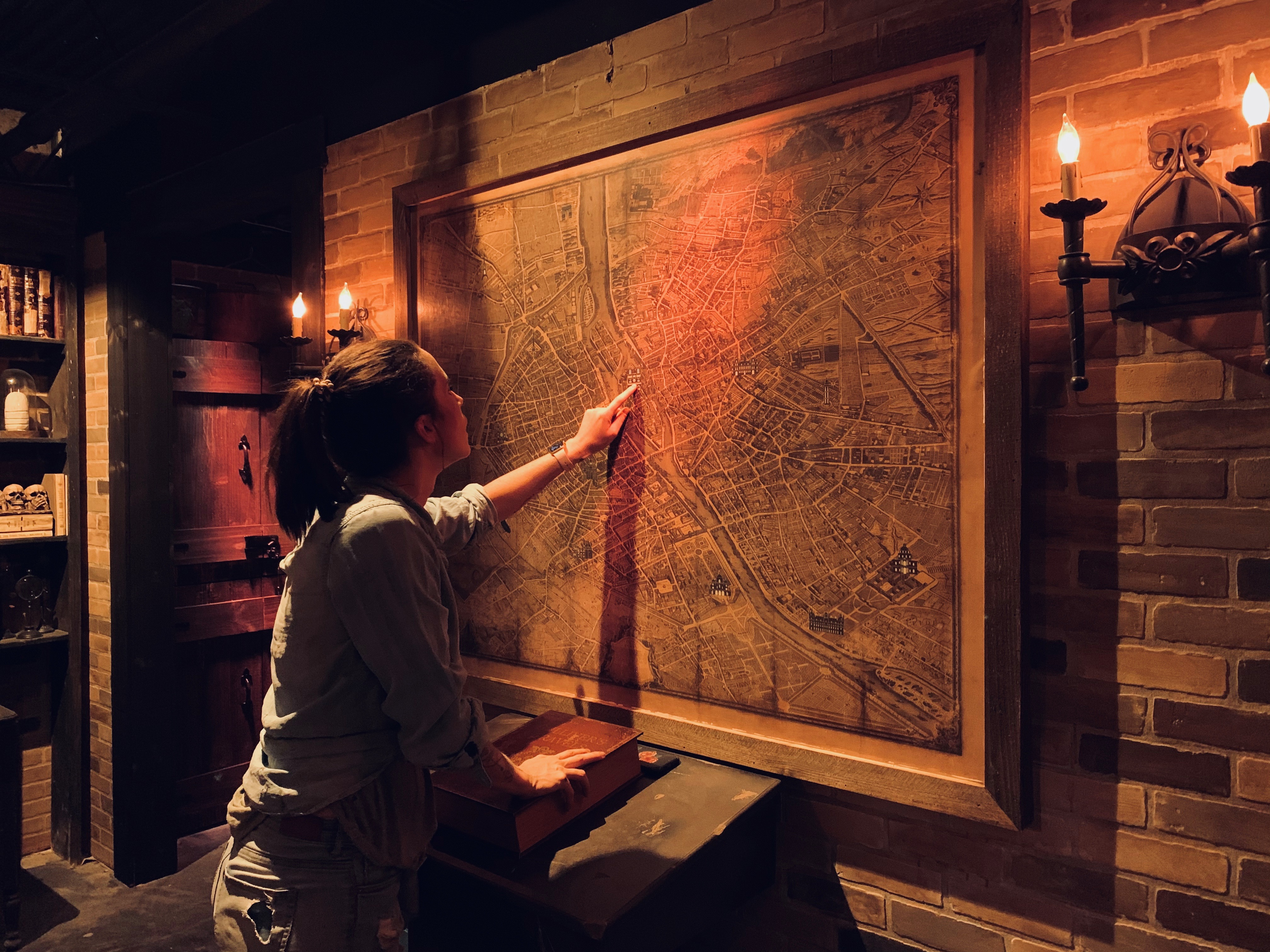

Una escape room, sala de escape, cuarto de escape o juego de escape es una actividad de ocio inmersiva y cooperativa en la que un grupo de participantes resuelve acertijos, enigmas y tareas físicas o lógicas para alcanzar un objetivo dentro de un tiempo limitado (habitualmente 60 minutos). La narrativa y la ambientación —por ejemplo, una nave espacial, un búnker, un laboratorio o una casa encantada— articulan las pruebas y favorecen el trabajo en equipo, la comunicación y la gestión del tiempo.

## Terminología
En español, la FundéuRAE recomienda juego de escape como alternativa válida al anglicismo escape room. Para referirse al lugar físico, propone sala de escape, habitación de escape o cuarto de escape. Si se usa la voz inglesa, se aconseja escribirla en cursiva o entre comillas.

## Historia
El Real Escape Game (REG) fue creado en 2007 en Japón por el guionista y director Takao Kato, de la editorial SCRAP Co. Ltd., como traslación a la vida real de los escape the room digitales. La expansión internacional comenzó en Asia (Singapur, 2011) y Estados Unidos (San Francisco, 2012), de la mano de colaboradores de SCRAP y con amplia cobertura mediática.
En Europa, la franquicia húngara Parapark inauguró en 2011 en Budapest uno de los primeros locales del continente; popularizó la combinación de candados y llaves ocultas. Hacia 2017 se estimaban más de 8000 salas en el mundo.
En España, el fenómeno se popularizó a partir de 2013 y vivió un notable crecimiento entre 2016 y 2018. Según Cinco Días, a comienzos de 2016 había cerca de 100 empresas y 150 juegos; a inicios de 2018 ya operaban unas 500 compañías, y a mediados de 2018 sumaban 677.
La pandemia de COVID-19 (2020) impulsó experiencias online y live-remote —juegos por videoconferencia o páginas web— que permitieron seguir jugando a distancia. Paralelamente, el sector sufrió cierres temporales y ajustes de oferta.

## Mecánica y diseño

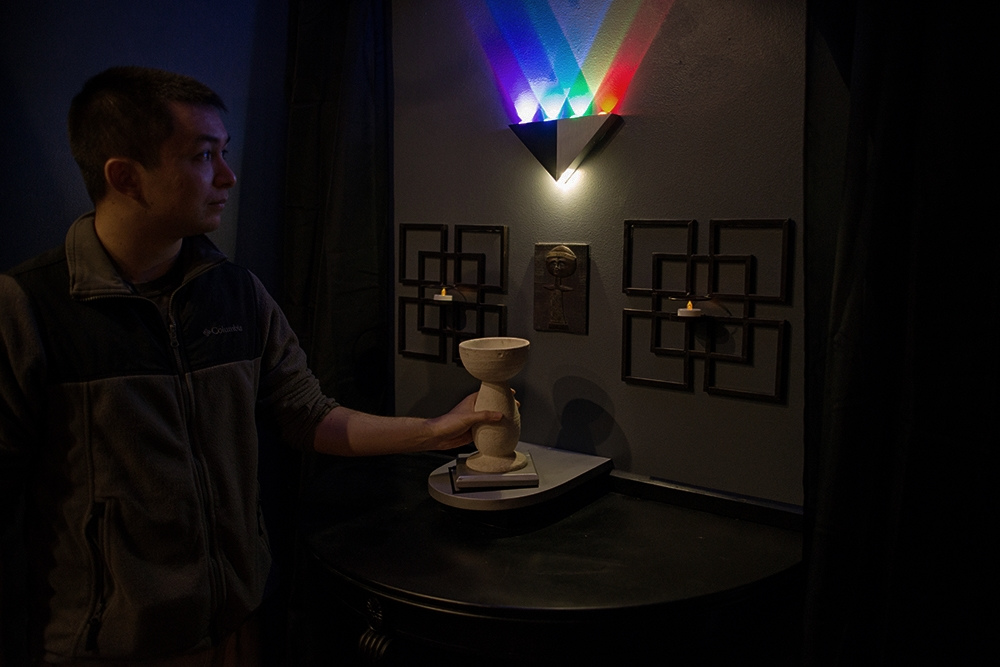
Un rompecabezas que es solucionado en una habitación de escape

Las partidas suelen configurarse para grupos de 2 a 6 personas y una duración estándar de 60 minutos (con variantes de 75–90 o 120 minutos). Un/una game master (director/a de juego) introduce la historia, monitoriza el progreso mediante cámaras o ventanillas y proporciona pistas cuando es necesario. Los diseños pueden ser lineales (secuencia fija de pruebas) o no lineales (varios subhilos en paralelo), y combinan candados, manipulación de objetos, acertijos lógicos, electrónica y efectos especiales. La integración narrativa y el nivel de inmersión varían según la propuesta.
Entre los elementos habituales figuran sistemas de comunicación para solicitar pistas, mecanismos de seguridad que permiten abrir puertas en caso de emergencia y recursos de escenografía (iluminación, sonido y atrezzo). Algunas experiencias incorporan actores en vivo, realidad virtual o tecnologías interactivas.

## Variantes

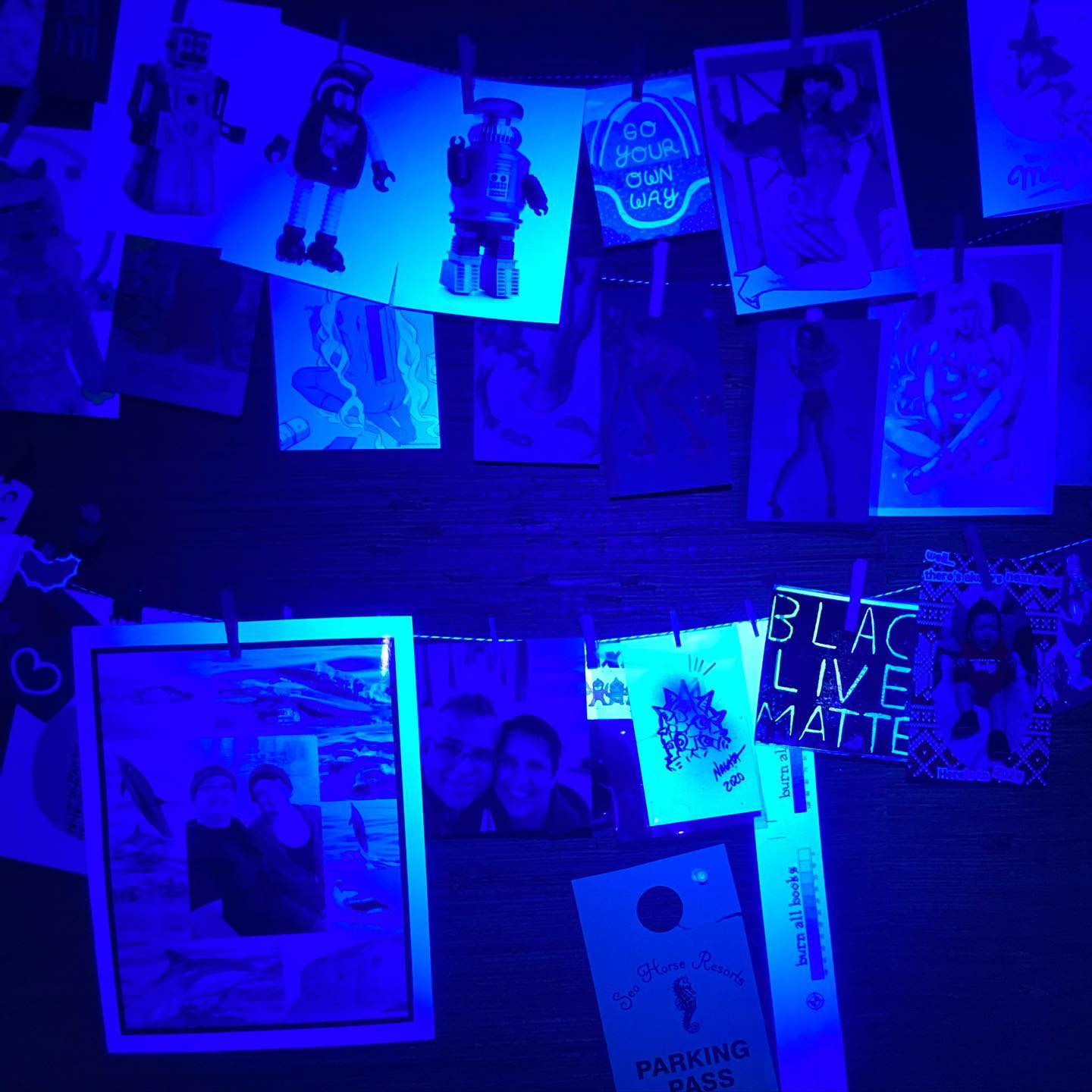
Fotos con mensajes secretos revelados con una linterna de luz negra.

- Escape room exterior o street escape: el juego se desarrolla al aire libre o por la ciudad; suele primar la consecución de objetivos sobre “escapar” en sentido estricto.
- Hall escape: experiencia para grupos grandes (a veces competitiva) ubicada en una sola sala amplia con módulos o pruebas múltiples.
- Escape room infantil: versiones adaptadas para menores, sin encierro real y con acompañamiento constante del personal.
- Online y live-remote: juegos de navegador o experiencias por videollamada surgidas especialmente durante 2020.[10]
- Realidad virtual (VR): salas que emplean visores para entornos inmersivos o cooperativos.

## Educación y formación
Los juegos de escape se han aplicado en ludificación (o gamificación) en secundaria y universidad para promover la motivación, el aprendizaje activo y el trabajo en equipo. Existen marcos de diseño y estudios que reportan efectos positivos en titulaciones de ciencia y tecnología, si bien la evidencia se considera todavía preliminar y dependiente del contexto.

## Industria y popularidad
Además de locales independientes, existen cadenas y franquicias. Los precios y la duración varían según ciudad y complejidad del montaje. En España, el sector experimentó un rápido crecimiento entre 2016 y 2018, como reflejan los datos de prensa económica.

## Competiciones y premios
Diversos certámenes valoran salas y experiencias. Los Top Escape Rooms Project Enthusiasts’ Choice Awards (TERPECA) publican desde 2019 listados anuales votados por jugadores experimentados. En 2019 tuvo lugar el Red Bull Escape Room World Championship con final en Londres, ganado por el equipo eslovaco Brainteaselava.

### Premios TERPECA
Los Top Escape Rooms Project Enthusiasts’ Choice Awards (TERPECA) son unos galardones internacionales creados por la comunidad de jugadores expertos para reconocer a las mejores salas de escape del mundo, a partir de nominaciones y votaciones de entusiastas con amplia experiencia.
Ganadores del «Top Room» (posición #1 por año)
2018 – Ghost Hunter Ernie Hudson and the Wailing Woman, Skurrilum (Hamburgo, Alemania).
2019 – The Dome, Escape Room Nederland / Mama Bazooka (Bunschoten, Países Bajos).
2020 – The Dome, Escape Room Nederland / Mama Bazooka (Bunschoten, Países Bajos).
2021 – You'll Float Too (Tú también flotarás), Mayto Kingdom (Mad Mansion) (Vitoria-Gasteiz, España).
2022 – Chapel & Catacombs, Lockhill (Atenas, Grecia).
2023 – Molly’s Game, Down the Hatch (Voorburg, Países Bajos).
2024 – Magnifico (también referido como Magnifico’s Circus), Escaparium (Laval, Canadá).
Categoría «Top Online Room» (2020–2021)
2020 – In Pursuit of the Assassin Artist, Omescape (Sunnyvale/San José, EE. UU.).
2021 – In Pursuit of the Assassin Artist, Omescape (Sunnyvale/San José, EE. UU.).

## Seguridad y regulación
El 4 de enero de 2019, cinco adolescentes fallecieron en un incendio en una sala de escape de Koszalin (Polonia). A raíz del suceso, las autoridades polacas llevaron a cabo inspecciones masivas y clausuraron locales con deficiencias; posteriormente se reforzaron las exigencias de evacuación y se establecieron revisiones periódicas por los bomberos. La seguridad en estas actividades suele contemplar salidas desbloqueables, control continuo por parte del personal y cumplimiento de normativas locales de aforo y protección contra incendios.

## Géneros
No existe una tipología única y cerrada, pero la literatura del sector y la prensa especializada suelen agrupar las salas por su temática principal. Entre las más frecuentes se encuentran:
- Misterio/detectivesco: investigaciones criminales, desapariciones o enigmas de tipo deductivo.
- Aventura/exploración: expediciones, templos o misiones de rescate; prima la sensación de viaje y descubrimiento.
- Terror y thriller：ambientes inquietantes y sobresaltos; pueden incluir actores, oscuridad y efectos intensos. Algunas empresas distinguen subgéneros (psicológico, sobrenatural, slasher) y niveles de intensidad; se habla de terror extremo cuando el impacto sensorial o la interacción física son especialmente elevados y se advierte al público.[37]
- Ciencia ficción y futurista: naves espaciales, inteligencias artificiales o viajes temporales.
- Histórico/arqueológico y bélico: recreaciones de épocas y contextos reales o verosímiles.
- Crimen/atraco (heist) y espionaje: robos planificados, infiltración o misiones de agente secreto.
- Fantasía y mágico: mundos imaginarios, criaturas o magia.
- Comedia/parodia y familiar: tono ligero y apto para todos los públicos.

La popularidad de estas temáticas es cambiante. Estudios tempranos y guías de diseño ya recogían la presencia de ambientes como “sótanos encantados” o “espacio profundo”, mientras que medios generalistas reflejan ofertas que van «del terror extremo» a juegos al aire libre.